# Lijst van rivieren in Sao Tomé en Principe
Dit is een lijst van rivieren in Sao Tomé en Principe. De rivieren in deze lijst zijn geordend naar drainagebekken en de opeenvolgende zijrivieren zijn ingesprongen weergegeven onder de naam van elke hoofdrivier.

## Sao Tomé
De rivieren zijn kloksgewijs geordend beginnend in het noorden.
- Rio do Ouro
- Sebastião
- Melo
- Água Grande
- Manuel Jorge
- Abade
  - Bomba
- Ribeira Afonso
- Angobó
- Ió Grande
  - Umbugo
  - Miranda Guedes
  - Ana de Chaves
  - Campos
- Martim Mendes
- Cáué
- Gumbela
- Portinho
- Rio das Pedras
- Massacavu
- Quija
- Xufexufe
  - Morango
- Edgar
- Lembá
  - Lembá Pequeno
  - Cabumbê
- Cantador
- Paga Fogo
- Maria Luisa
- Contador
- Provaz
- Água Castelo

## Principe
De rivieren zijn kloksgewijs geordend beginnend in het noorden.
- Papagaio
- Bibi (rivier)
- Banzú